# Frontera entre Rusia y Ucrania
La frontera entre Rusia y Ucrania es el límite internacional que separa a la Federación de Rusia (miembro de la Comunidad de Estados Independientes) de la República de Ucrania. Formalmente existe desde la declaración de Independencia de Ucrania de la Unión Soviética, el 24 de agosto de 1991, si bien era un límite administrativo interno soviético durante gran parte del siglo XX. No obstante, tras la anexión de Crimea por Rusia en 2014 se creó de facto un litigio fronterizo entre ambos países.
La frontera perfila cinco óblasts (regiones) de Ucrania y cinco óblasts (provincias) de Rusia.
Desde la primavera de 2014, la frontera se ha visto comprometida debido a la intervención militar rusa en Ucrania. Según el jefe del Servicio de Guardia de la Fronteriza Estatal de Ucrania, Víktor Nazarenko, Ucrania no controla 409.3 kilómetros de la frontera estatal. Este tramo de tierra ahora está controlado por las autoproclamadas repúblicas del Donetsk y de Lugansk. Debido a la anexión de Crimea a Rusia, Ucrania perdió el control sobre la conexión en ferry de Kerch con Rusia. Al mismo tiempo, la Federación de Rusia creó puntos de control a lo largo de la frontera administrativa de Ucrania entre Crimea y la óblast de Jersón.

## Geografía
La frontera tiene una longitud de 2295.04 kilómetros, de los cuales 1974.04 son frontera terrestre y 321 son frontera marítima. Se extiende desde un punto en el mar Negro, 2.5 kilómetros al sur del estrecho de Kerch, hacia el norte del cual donde está el primer contacto entre las aguas territoriales de ambos estados. Después pasa al mar de Azov en el punto de la costa que va hacia la frontera terrestre y así sucesivamente hasta la triple frontera con Bielorrusia al norte.
 Óblasts de Rusia limítrofes con Ucrania:
- Óblast de Briansk
- Óblast de Kursk
- Óblast de Bélgorod
- Óblast de Vorónezh
- Óblast de Rostov
- República de Crimea (de facto)

 Óblasts de Ucrania que limitan con Rusia:
- Óblast de Chernígov
- Óblast de Sumy
- Óblast de Járkov
- Óblast de Lugansk (en disputa con la República Popular de Lugansk)
- Óblast de Donetsk (en disputa con la República Popular de Donetsk)
- República Autónoma de Crimea (de iure)

Territorios fronterizos en Crimea:
La isla Tuzla y el estrecho de Kerch están en disputa desde 2003. A partir de 2005, la delimitación mutuamente acordada del territorio no tuvo lugar, y en 2014, durante la crisis de Crimea, estas áreas fueron anexadas a Rusia.

## Historia

### Disolución del Imperio ruso

Creación de las fronteras de la RSS de Ucrania entre 1917 y 1928.

El trazado de la frontera actual proviene de la creación de la República Popular Ucraniana en marzo de 1917 durante la Guerra de independencia de Ucrania. Separaba entonces este país de la República Rusa. Estas se convirtieron posteriormente en la RSS de Ucrania y en la RSFS de Rusia en el seno de la Unión Soviética. La frontera resultaba entonces en un límite administrativo interno de esta federación. Uno de los cambios más importantes fue la transferencia del óblast de Crimea de la RSFS de Rusia a la RSS de Ucrania en 1954.
La primera demarcación real tuvo lugar en mayo de 1918 en Kursk. Después de la caída del Imperio ruso, la recién creada República Popular Ucraniana fue ocupada por el ejército rojo de la Rusia soviética. Con la ayuda de los poderes centrales, Ucrania consiguió recuperar todos los territorios de las «gobernaciones ucranianas» y también anexionó algunos condados limítrofes de las provincias de Kursk y Vorónezh, donde la composición étnica de la población era predominantemente ucraniana. El 6 de mayo de 1918 se firmó un acuerdo de alto el fuego en Konotop entre Ucrania y la Rusia soviética. Entre ambos bandos se creó un territorio neutral de entre 10 a 40 km de ancho para evitar nuevas agresiones, pero el lado ruso decidió crear algunas fuerzas guerrilleras que se transformaron en dos «divisiones ucranianas».
Las conversaciones de paz se iniciaron el 23 de mayo de 1918 en Kiev, donde la delegación rusa estaba presidida por Christian Rakovski y Dmitri Manuilski, y la ucraniana por Serhíi Shelujin (embajador de Ucrania en Rusia). El 12 de junio de 1918, las partes firmaron el tratado de paz preliminar. Se estancaron las negociaciones posteriores debido a la falta de consenso sobre cuestión de la frontera. El lado ucraniano proponía un principio étnico basado en los aspectos políticos, geográficos y económicos ya establecidos, mientras que el lado ruso insistía en realizar un plebiscito en cada población. El 22 de junio de 1918, ambas partes finalmente acordaron la proposición ucraniana, al tiempo que cualquier cuestión en disputa se decidiría por plebiscito.

### Frontera internacional con la República del Don
Más productivas fueron las negociaciones entre la República del Don y Ucrania, que comenzaron sus negociaciones poco después de que la República del Don formara su gobierno el 16 de mayo de 1918. El Don fue representado por el ministro de comercio Vladímir Lébedev y el embajador en Ucrania general Aleksandr Cheryachukin, mientras que el lado ucraniano fue representado por el ministro de Asuntos Exteriores Dmytró Doroshenko.
El 8 de agosto de 1918, las partes firmaron el tratado «Sobre los principios básicos de las relaciones bilaterales», donde acordaron renunciar a sus disputas territoriales y se estableció una frontera basada en la división gubernamental del Imperio ruso. La frontera entre el Don y Ucrania se esbozó basada en la provincia de los Cosacos del Don al oeste de la República del Don y en las gobernaciones de Yekaterinoslav, Járkov y Vorónezh al este de Ucrania. A Ucrania también se le cedió territorio del margen derecho del río Kalmius al este de Mariúpol para garantizar la administración correcta de la ciudad y el puerto. El 18 de septiembre de 1918 se creó la Comisión Don-Ucraniana en la administración del Distrito Industrial de Taganrog con sede en Járkov.

### Invasión de la Rusia soviética

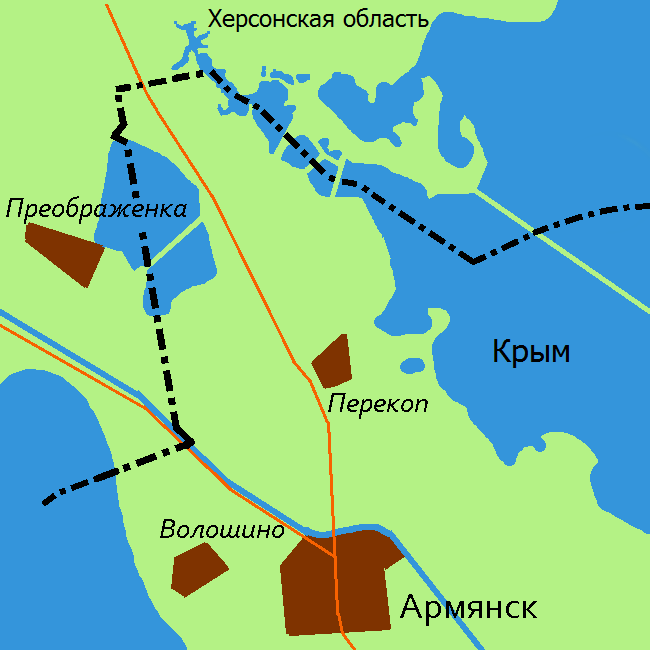
Istmo de Perekop.

Después de la invasión de las tropas soviéticas en 1919, el nuevo gobierno soviético de Ucrania pretendía retener todas sus ganancias territoriales del  Estado Ucraniano. Sin embargo, después de varias rondas de negociaciones, la frontera entre las «gobernaciones ucranianas» (Cherníhiv y Járkov) y las «gobernaciones rusas» (Briansk y Kursk) quedaron intactas. También se acordó que Ucrania haría frontera con Crimea en el istmo de Perekop. El 10 de marzo de 1919 se firmó un tratado fronterizo entre la RSS de Ucrania y la RSFS de Rusia.
El 24 de abril de 1919, Ucrania fue despojada de cuatro condados del óblast de Cherníhiv que en una decisión unilateral del Ministerio de Asuntos Exteriores de la RSFS de Rusia, los cuales fueron transferidos a la recién creada óblast de Gómel. El 28 de abril, el Comité Central del Partido Comunista de Ucrania simplemente lo reconoció.
Tras la creación de la Unión Soviética en 1922 y, debido al inicio de la reforma de las divisiones administrativas, surgieron problemas. El gobierno ucraniano reclamó principalmente algunas partes de los óblast de Kursk y Vorónezh, que eran el hogar de una población de habla ucraniana. Como resultado de la controversia fronteriza de los años 20, Ucrania recibió un tercio aproximadamente de los territorios reclamados, mientras que los distritos de Taganrog y Shajty quedaron en la RSFSR. En 1927, se estableció formalmente la frontera entre la RSFSR y la RSS de Ucrania.

### Disolución de la URSS
La frontera tomó carácter de límite internacional en el marco de la disolución de la Unión Soviética el 24 de agosto de 1991, fecha de la secesión de Ucrania de la Unión Soviética, independencia formalmente reconocida el 26 de diciembre de 1991, después por el resto de la comunidad internacional en 1992. La frontera ruso-ucraniana fue reconocida formalmente por Rusia en un tratado firmado con Ucrania en 1994.

### Incidente de Tuzla

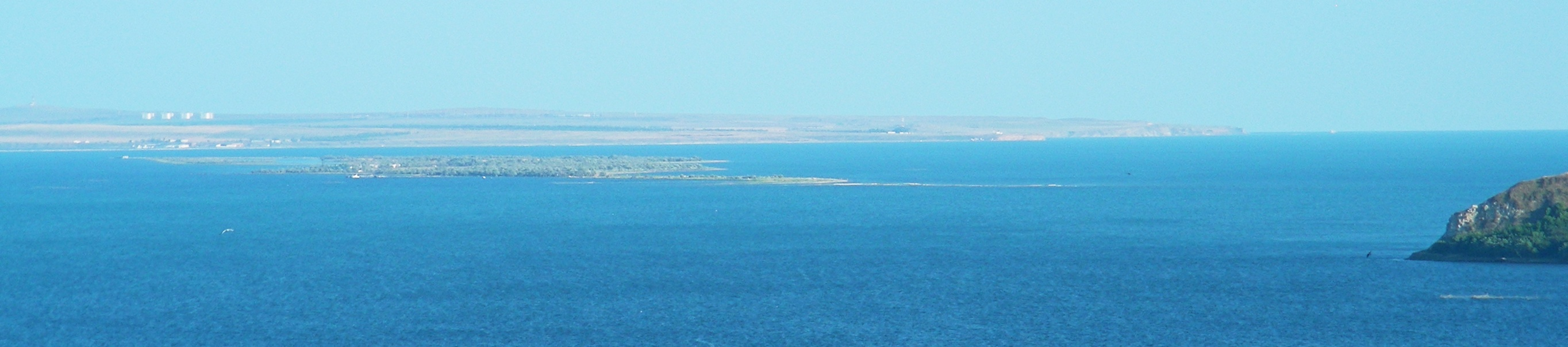
La isla de Tuzla (centro). Vista desde el monte Mitridates (Kerch, Ucrania).

Zonas económicas exclusivas en el mar Negro.

La isla Tuzla se convirtió en una disputa importante entre Rusia y Ucrania en 2003. La isla está situada en el estrecho de Kerch y administrativamente forma parte de Crimea. Durante la época soviética, la isla fue cedida a la RSS de Ucrania en 1954, junto con el resto del óblast de Crimea, lo que fue cuestionado ferozmente por algunos políticos rusos como fundamento jurídico de cambio territorial.
Las principales rutas comerciales se encuentran completamente en la parte más profunda del estrecho de Kerch, que se encuentra entre la isla y Crimea y se considera parte de las aguas territoriales de Ucrania. Por otra parte, los barcos se ven impedidos de viajar hacia el este de la isla (hacia la península de Tamán) debido al hecho de que hay aguas poco profundas. Entre la península de Tuzla y Tamán hay dos canales, pero ninguno de ellos es más profundo de 3 metros. Los peces también desovan principalmente a las aguas territoriales de Ucrania, que es favorable para la industria pesquera de Crimea. La intensidad del conflicto aumentó debido a la previsión de localizaciones de petróleo y gas en la zona y la falta de una frontera marítima internacional establecida y ratificada entre Rusia y Ucrania. La parte rusa ofreció que la frontera se extienda a lo largo del lecho de las aguas territoriales, mientras compartiera el uso de las aguas del estrecho del mar de Azov y Kerch.
Hasta 1925, la isla formaba parte de Tamán, situada en el interior del óblast de Kubán-Mar Negro y posteriormente la región del Cáucaso septentrional. Durante una gran tormenta que se produjo en el estrecho de Kerch, la porción occidental se separó del continente convirtiéndose en una isla. El 7 de enero de 1941, durante la Segunda Guerra Mundial, la isla fue transferida a la República Autónoma Socialista Soviética de Crimea (posteriormente óblast de Crimea) que en 1954 fue transferido a Ucrania.

### Disputa de Crimea

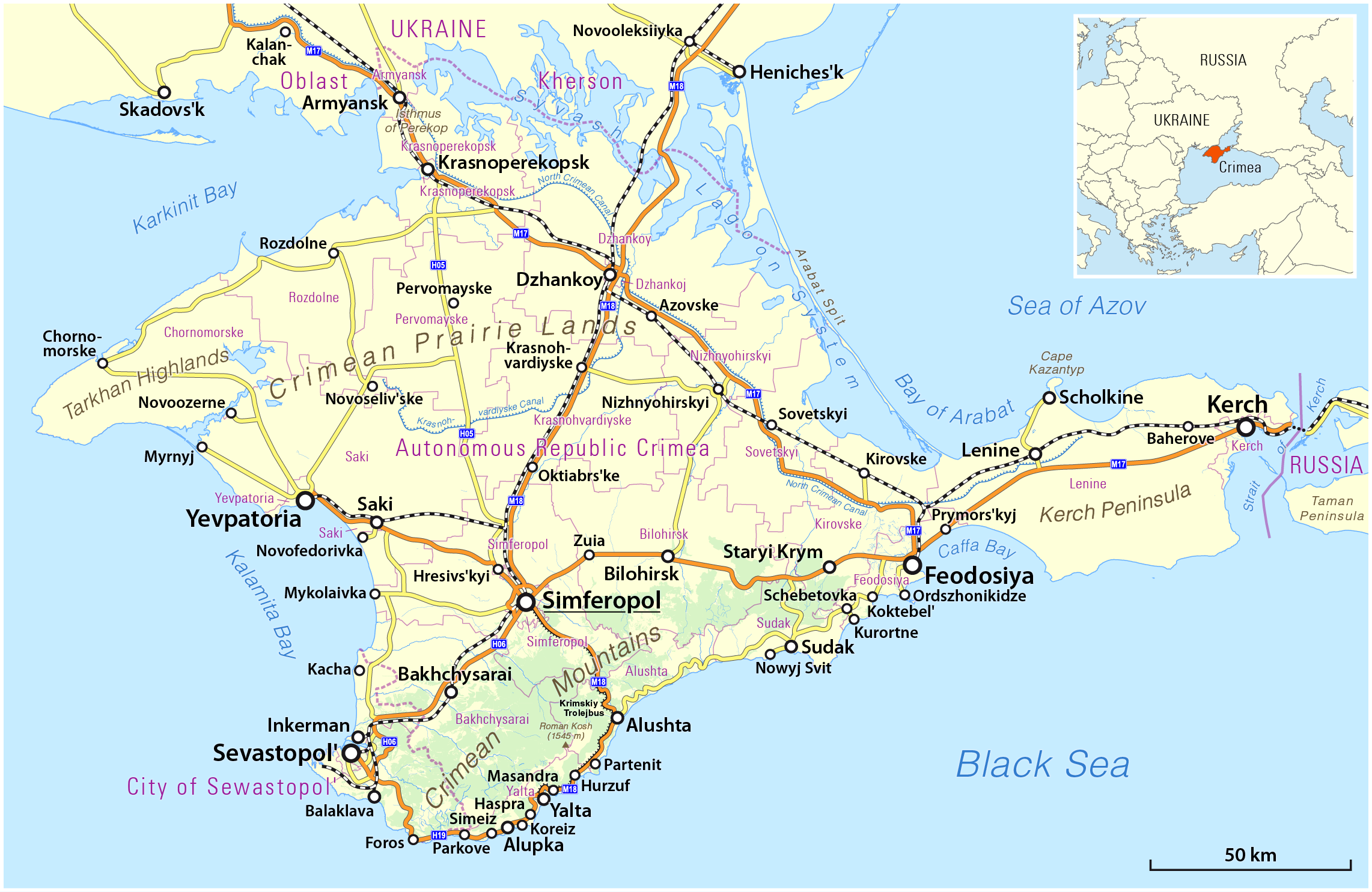
Mapa de Crimea.

Como consecuencia de los acontecimientos acontecidos en Ucrania a finales de 2013-comienzo 2014 y a la crisis de Crimea, un referéndum local reconocido solo por Rusia, el estatus de la península de Crimea y de la ciudad de Sebastopol está actualmente bajo disputa entre Rusia y Ucrania; mientras Ucrania y la mayoría de la comunidad internacional consideran que Crimea es una república autónoma y Sebastopol es una de sus ciudades con estatus especial, Rusia considera a Crimea como uno de sus sujetos federales y Sebastopol una de sus tres ciudades federales, por lo que el istmo de Perekop pasó a ser una frontera internacional de facto.
Desde 1991, Rusia también arrendaba la Base Naval de Sebastopol por un periodo que iba hasta los años 2040, con opción para una nueva extensión, pero la Duma Estatal rusa denunció estos acuerdos de arrendamiento por unanimidad el 31 de marzo de 2014. Los límites de la base naval rusa en la ciudad de Sebastopol y sus alrededores no han sido claramente identificadas.

## Puntos de control condicionales
Desde el inicio de la guerra en el Donbáss en abril de 2014, Ucrania perdió (según el jefe del Servicio de la Guardia Estatal de Ucrania, Víktor Nazarenko) el control de 409.3 kilómetros de la frontera estatal al sureste de Ucrania. Este tramo ahora está controlado por los estados no reconocidos llamados República Popular de Donetsk y República Popular de Lugansk.
El 1 de enero de 2018, Ucrania introdujo controles biométricos para los rusos que entran en el país. El 22 de marzo del mismo año, el presidente ucraniano Petró Poroshenko firmó un decreto que exigía a los ciudadanos rusos notificar a las autoridades ucranianas con antelación su razón para viajar al país.
Según el Servicio de Guardias Fronterizos de Ucrania, el número de ciudadanos rusos que cruzaron la frontera con Ucrania (más de 2.5 millones de rusos en 2014) cayó casi un 50 % en 2015. También se le negó la entrada a Ucrania a 16 500 ciudadanos rusos en 2014 y a 10 800 en 2015. Según la Guardia de Fronteras del Estado, hubo 1.5 millones de viajes de rusos hacia Ucrania en 2017.

## Muro ucraniano

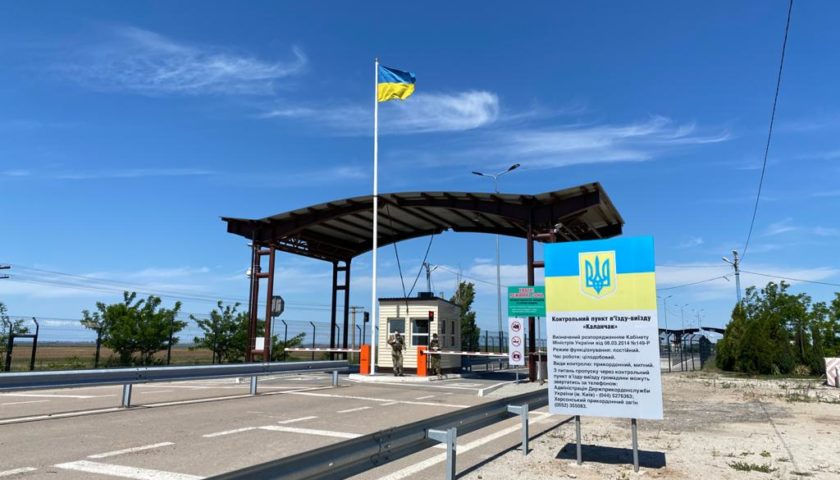
Puesto de control ucraniano para la frontera de facto entre el óblast de Jersón y la Crimea rusa.

En 2014, el gobierno de Ucrania dio a conocer un plan para construir un sistema defensivo de muros a lo largo de la frontera con Rusia, llamado «Proyecto Muro». Costaría casi U$ 520 millones, tardaría cuatro años en completarse y comenzó su construcción en 2015. El objetivo del proyecto es prevenir la intervención militar rusa y la guerra híbrida en Ucrania.
El proyecto fue terminado en 2018.